# Emilie Turunen
Emilie Turunen (født 13. maj 1984 i Frederikssund) er en tidligere dansk politiker, der blev valgt til Europa-Parlamentet ved valget den 7. juni 2009. Hun var valgt for Socialistisk Folkeparti, men den 20. marts 2013 meddelte hun, at hun skiftede til Socialdemokraterne. I begyndelsen af 2014 meddelte hun, at hun forlod politik, og hun blev samme år ansat som chef for Public Affairs i Nykredit.
I dag (marts 2023) arbejder hun som Direktør i Nykredit Leasing.

## Uddannelse og karriere
Emilie Turunen var landsformand for Socialistisk Folkepartis Ungdom (SFU) fra 2008 til 2009.
I 2009 blev hun bachelor (BSc) i socialvidenskab og arbejdslivsstudier ved RUC, og i 2015 blev hun master (MSc) in the Political Economy of Europe fra London School of Economics and Political Science (LSE).
Tidligere har hun været koordinator for Genstart Danmark og for Danmarks Sociale Forum i 2006. I 2004 arbejdede hun på et kvindekrisecenter i Cambodja for Folkekirkens Nødhjælp. I 2014 blev Turunen chef for Public Affairs i Nykredit og fra 2018, fik hun også ansvaret for virksomhedens Responsibility (CSR profil).
Turunen er det yngste danske medlem, der er blevet valgt til Europa-Parlamentet og var det yngste medlem i det siddende parlament indtil 1. december 2011, hvor Amelia Andersdotter (Piratpartiet) indtog det ene af de to ekstra sæder, som Sverige fik som følge af Lissabontraktaten.